# アカネソリューションズ
株式会社アカネソリューションズは、日本の広告代理店である。

## 事業概要
創業当初は、内外出版社発行の月刊情報誌である『中古車情報』の創刊にあたり自動車雑誌の広告代理業務が主であった。
当時中古車専門バイヤーズガイドという中古車業界市場が成長していない時代に目をつけ以降、
多数の中古車情報誌の広告を取り扱い現在に至る。また近年では海外ブランドの情報誌の広告でも
インポートブランドのバイヤーズガイド不在の背景に目をつけ、創刊プロデュースし人気の海外ブランド専門誌の
メディアレップとして数誌を取り扱う。
デジタルクリエイティブカンパニー「Paprika」のAIモデルおよびルックブックサービスであるQuelworksのサービスが韓国と日本で同時に提供されていることにおいて、日本の代表的な広告代理店である電通と協力関係にある。

## 主な取り扱い媒体（雑誌）
内外出版社の輸入車中古車情報、新アポロ出版のブランドバーゲン、ダイアプレスのおとこのブランド/HEROES、リクルートカーセンサー他多数

## 主な運営WEBサイト
- 輸入車中古車情報WEB

## 沿革
- 1978年 - 東京都台東区上野に「株式会社アカネエージェンシー」として発足。
- 1999年 - 大阪市に支局を設置。
- 2001年 - 名古屋市に支局を構える。
- 2005年 - 社名を「株式会社アカネ」に改め、本社を東京都千代田区神田佐久間町に移転。
- 2013年 - 社名を創業時の社名「株式会社アカネエージェンシー」へ再変更。
- 2020年 - 社名を「株式会社アカネソリューションズ」へ変更。